# Selbsteintritt
Der Selbsteintritt eröffnet im öffentlichen Recht einem Verwaltungsträger die Möglichkeit, anstelle eines anderen mit Wirkung nach außen tätig zu werden.

## Selbsteintritt im allgemeinen Verwaltungsrecht
Generell wird im Verwaltungsrecht unter Selbsteintritt bzw. Selbsteintrittsrecht bzw. Evokationsrecht die Möglichkeit einer übergeordneten Verwaltungsinstanz verstanden, Kompetenzen von einer nachgeordneten Ebene an sich zu ziehen. Das Selbsteintrittsrecht setzt entsprechende Aufsichts- und Weisungsbefugnisse gegenüber der sachlich (erst-)zuständigen Behörde voraus.

### Deutschland
Im Freistaat Bayern ist seit der Änderung des Bayerischen Verwaltungsverfahrensgesetzes (BayVwVfG) vom 23. Juli 1985 (Lex Schuierer) ein Selbsteintritt der Aufsichtsbehörden im Landesverwaltungsverfahrensgesetz (BayVwVfG) geregelt.
Art. 3b Abs. 1 BayVwVfG lautet:

„Kommt eine staatliche Behörde einer schriftlichen Weisung der Aufsichtsbehörde nicht fristgerecht nach, so kann der Leiter der Aufsichtsbehörde an Stelle der angewiesenen Behörde handeln (Selbsteintritt).“

In § 88 des hessischen SOG gibt es eine noch weitergehende Selbsteintrittsregel:

„Die Aufsichtsbehörden können, wenn es den Umständen nach erforderlich ist, die Befugnisse der ihnen nachgeordneten oder ihrer Aufsicht unterstehenden allgemeinen Ordnungsbehörden ausüben; diese können bei gegenwärtiger Gefahr die Befugnisse der übergeordneten allgemeinen Ordnungsbehörden ausüben.“

### Schweiz
Für das schweizerische Recht bestimmt auf Ebene des Bundes das Regierungs- und Verwaltungsorganisationsgesetz (RVOG) vom 21. März 1997, Art. 47 Abs. 4:

„Die übergeordneten Verwaltungseinheiten und der Bundesrat können jederzeit einzelne Geschäfte zum Entscheid an sich ziehen.“

## Selbsteintritt im Flüchtlingsrecht
Im Flüchtlingsrecht wird der Begriff nicht für die Wahrnehmung von Aufsichtsfunktionen verwendet. Dort wird von Selbsteintritt gesprochen, wenn ein Mitgliedstaat, in dem ein Asylbewerber ein Schutzgesuch stellt, aufgrund der Regelungen der Verordnung (EU) Nr. 604/2013 (Dublin III) für die Bearbeitung des Schutzgesuchs eigentlich nicht zuständig wäre, auf die Überstellung des Migranten an den zuständigen Staat verzichtet und das Asylverfahren selbst durchführt.
Die Bezeichnung des Selbsteintritts für diesen Vorgang ist dem europäischen Recht unbekannt – der EuGH spricht sinngemäß von Selbstprüfungsbefugnis – ist aber in der Literatur und Rechtsprechung Deutschlands gleichwohl weit verbreitet.
Der Verzicht auf Überstellung beruht zumeist auf den Verhältnissen in den an und für sich zuständigen Staaten, deren Aufnahmesysteme sogenannte systemische Mängel im Sinne der Rechtsprechung des Europäischen Gerichtshofs aufweisen oder auf Praktikabilitätserwägungen. Deutschland hat von der Möglichkeit des Selbsteintritts bisher systematisch im Falle von Schutzsuchenden, die über Griechenland eingereist waren, und generell bei syrischen Schutzsuchenden Gebrauch gemacht.
Ob es eine subjektiv einklagbare Pflicht, von der Befugnis, das Asylverfahren selbst durchzuführen, Gebrauch zu machen, gibt, ist umstritten. Nach der Rechtsprechung des EuGH ergibt sich eine solche Pflicht jedenfalls nicht aus der Dublin-III-Verordnung. Die Ausübung der den Mitgliedstaaten durch die Ermessensklausel in Art. 17 Abs. 1 der Dublin‑III-Verordnung eröffneten Befugnis sei an keine besondere Bedingung geknüpft und es sei grundsätzlich Sache jedes Mitgliedstaats, die Umstände zu bestimmen, unter denen er von dieser Befugnis Gebrauch machen möchte. Aus dem Wortlaut von Art. 17 Abs. 1 der Dublin‑III-Verordnung gehe klar hervor, dass diese Vorschrift insofern fakultativ sei, als sie es dem Ermessen jedes Mitgliedstaats überlasse, zu beschließen, einen bei ihm gestellten Antrag auf internationalen Schutz zu prüfen, auch wenn er nach den in der Dublin-III-Verordnung definierten Kriterien für die Bestimmung des zuständigen Mitgliedstaats nicht für die Prüfung zuständig sei. Diese Befugnis solle es dem Mitgliedstaat ermöglichen, sich aus politischen, humanitären oder praktischen Erwägungen bereit zu erklären, einen Antrag auf internationalen Schutz zu prüfen, auch wenn er hierfür nicht zuständig sei.
Deutsche Gerichte haben aber teilweise unter Berufung auf die Dublin-III-Verordnung eine subjektiv einklagbare Pflicht zum Selbsteintritt aufgrund menschenrechtlicher Garantien angenommen.